# 李秀真 (1901年)

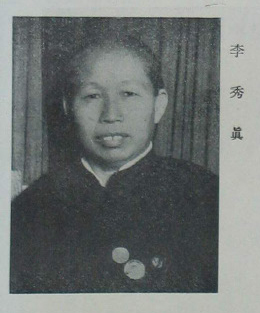

李秀真（1901年—1973年9月14日），女，河南滑县人，中华人民共和国政治人物。

## 生平
李秀真是河南省滑县小铺乡界河路村人，出身贫苦，年轻时曾给富人当佣人。1939年秋，秘密加入中国共产党。抗日战争时期，担任地下交通员，从事中共地下联络工作7年，常冒险出入日伪统治区，侦察敌情、传递情报、散发传单，替中共领导的抗日游击队购买子弹，掩护抗日人员。抗日战争胜利后，任村农会主席、党支部书记，领导群众开展减租减息、反奸反霸斗争，同时领导发展生产，做好支前工作。1946年，中国国民党军队占领豫北，李秀真在率领群众转移途中被捕，但机智地躲过了盘查而脱险。
1949年，李秀真作为代表参加新政治协商会议筹备会、中国人民政治协商会议第一届全体会议。因功劳卓绝，被推举为中国人民政治协商会议第一届全国委员会委员。1949年10月1日，李秀真登上天安门城楼，出席了中华人民共和国开国大典。
中华人民共和国时期，李秀真历任平原省、河南省政协副秘书长等职务。
1973年9月14日，李秀真在西安病逝。